# هرمان گورتر

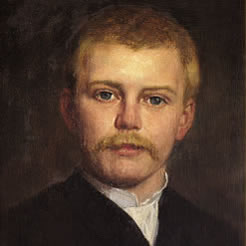

هرمان گورتر (به هلندی: Herman Gorter) (زاده ۲۶ نوامبر ۱۸۶۴ در Wormerveer - درگذشته ۱۵ سپتامبر ۱۹۲۷ در بروکسل) شاعر و مبارز سوسیالیست هلندی و از مخالفان جنگ جهانی اول بود.
او به دلیل داشتن گرایش های کمونیسم چپ از حزب کمونیست اخراج شد و یکی از بنیانگذاران حزب کارگران کمونیست آلمان شد.